# Tullaghan Bay
Tullaghan Bay är en vik i republiken Irland.   Den ligger i grevskapet Maigh Eo och provinsen Connacht, i den nordvästra delen av landet, 250 km väster om huvudstaden Dublin.